# آه يا حرامي (فلم)
آه يا حرامي فيلم مصري تم إنتاجه عام 1948، بطولة أنور وجدي ونعيمة عاكف.

## فريق العمل
طاقم العمل:
- أنور وجدي
- نعيمة عاكف
- سليمان نجيب
- سراج منير
- إسماعيل ياسين
- زينات صدقي